# Trận Wissembourg (1870)
Trận Wissembourg, còn gọi là Trận Weißenburg, là trận đánh quan trọng đầu tiên của cuộc Chiến tranh Pháp-Đức (1870 – 1871), đã diễn ra vào ngày 4 tháng 8 năm 1870 tại khu vực quanh và trong thị trấn biên ải Wissembourg (Alsace) thuộc mạn đông bắc Pháp. Dưới sự thống lĩnh của Thái tử Friedrich Wilhelm và chỉ đạo chiến lược của Tham mưu trưởng Leonhard von Blumenthal, 50.000 quân Phổ-Bayern thuộc Binh đoàn số 3 liên quân Đức đã phá vỡ hàng phòng ngự của Sư đoàn (Quân đoàn I Pháp) gồm 8.600 quân Pháp do tướng Abel Douay chỉ huy tại khu vực quanh và trong thị trấn biên ải Wissembourg (Alsace) thuộc mạn đông bắc Pháp. Cùng với hai trận Spicheren và Wœrth ngày 6 tháng 8, chiến thắng mở màn tại Wissembourg đã khai lối cho các đoàn quân của Moltke tràn vào bản thổ Pháp.
Trận chiến bùng nổ vào khoảng 8h sáng ngày 4 tháng 8, khi quân Bayern thuộc Sư đoàn 4 (Quân đoàn II) bất ngờ tiến công 2 tiểu đoàn của Sư đoàn 2 Pháp ở cặp thị trấn Wissembourg-Altenstadt. Mặc dù loại súng trường nạp hậu hiện đại chassepot của bộ binh Pháp gây thương vong hàng loạt cho các đội hình tấn công trực diện của Sư đoàn 4 Bayern, Bộ chi huy Binh đoàn 3 đã tận dụng sức mạnh áp đảo về quân số để điều hai Quân đoàn V, XI của Phổ cùng với Sư đoàn 3 của Bayern tiến hành các đợt tấn công ngang sườn, chiếm Altenstadt và uy hiếp đường rút của đối phương. Thêm vào đó, đội ngũ pháo binh hùng hậu của Đức cũng khoét nhiều lỗ hổng vào hàng phòng ngự của quân Pháp trong thị trấn. Đến đầu chiều, quân Phổ-Đức đã làm chủ được Wissembourg. Giao chiến tiếp diễn giữa hai quân đoàn Phổ và bộ phận quân Pháp phòng giữ cao điểm Geisberg trong suốt một tiếng đồng hồ kế đến. Sau khi nhanh chóng ép được quân Pháp vào trong lâu đài Geisberg, quân Phổ dồn dập tiến công lâu đài nhưng bị hỏa lực phòng ngự dữ dội của đối phương chặn đứng. Được sự hỗ trợ đắc lực của 3 khẩu đội pháo Krupp, phía Phổ cuối cùng đã chiếm được lâu đài Geisberg và tàn quân Pháp trong đây phải đầu hàng.
Cuộc thảm bại tại Wissembourg đã đem lại cho quân Pháp thiệt hại đến hàng nghìn người chết và bị thương, cộng thêm hàng nghìn người khác bị bắt làm tù binh. Bản thân tướng Douay tử trận và người kế nhiệm ông là tướng Jean Pélle phải rút toàn bộ sư đoàn chạy về hướng tây. Sau chiến thắng, Friedrich và Blumenthal tiếp tục điều quân tiến vào lãnh thổ Alsace và đánh bại hoàn toàn Quân đoàn I dưới quyền Thống chế Patrice de MacMahon trong trận Wœrth hai ngày sau đó.

## Bối cảnh
Không lâu sau khi cuộc Chiến tranh Pháp-Đức bùng nổ, Tổng tham mưu trưởng quân đội Phổ-Đức Helmuth Graf von Moltke đã hội đủ các đạo binh hùng hậu của mình của mình trên một diện rộng từ Koblenz xuống Karlsruhe vào đầu tháng 8 năm 1870. Với chủ trương cầm chân quân lực Binh đoàn sông Rhin của Pháp dưới quyền Napoléon III trên mạn bắc bằng các Binh đoàn 1 (50.000 quân) và 2 (134.000 quân) trong khi Binh đoàn 3 (125.000 quân) đè bẹp bộ phận quân Pháp tại Alsace, Moltke đánh điện cho Thái tử Friedrich Wilhelm - Tư lệnh Binh đoàn 3 vào cuối ngày 3 tháng 8: "Chúng tôi dự định tiến hành một đợt tổng tiến công; ngày mai Binh đoàn 3 sẽ vượt biên giới tại Wissembourg". Chấp hành chỉ thị của Moltke, Thái tử Friedrich Wilhelm cùng tham mưu trưởng của mình là Trung tướng, Bá tước Leonhard von Blumenthal điều Binh đoàn 3 vượt biên thùy vào buổi sáng ngày 4 tháng 8 năm 1870.
Alsace khi ấy được phòng giữ bởi lực lượng Pháp gồm Quân đoàn I – một "quân đoàn mạnh" (4 sư đoàn) dưới quyền Thống chế Patrice de Mac-Mahon – tại khu vực biên giới và Quân đoàn VII (3 sư đoàn) dưới quyền tướng Felix Douay tại Belfort. Trong khi khoảng cách giữa 2 quân đoàn Pháp quá xa để có thể hỗ trợ lẫn nhau, các sư đoàn của Mac-Mahon lại bị dàn trải trên một diện rộng đến 32,2 km: sư đoàn Lartigue tại Haguenau – nơi đặt tổng hành dinh Quân đoàn I, sư đoàn Raoult trên cao điểm Frœschwiller, sư đoàn Ducrot tại Lembach trên đường Bitche-Wissembourg và sư đoàn Abel Douay ngay tại thị trấn biên ải Wissembourg. Việc kéo căng binh lực này phần nào xuất phát từ việc hậu cần cho quân đội không được bảo đảm, khiến cho các sư đoàn phải tự lo kiếm lấy lương thực cho mình. Tình hình đã xấu còn bị làm cho trở nên tồi tệ hơn bởi Ducrot, khi ông ta thông báo với Douay vào ngày 1 tháng 8 rằng "Thông tin mà tôi nhận được cho thấy không có những lực lượng đáng kể địch quân ở các vị trí tiền phương, và quân địch không có ý định chuyển sang tấn công". Hai ngày sau, Ducrot cho MacMahon biết là ông không phát hiện ra "dù chỉ 1 vị trí địch quân[...], theo tôi thì mối đe dọa từ quân Bayern chỉ là trò bịp bợm".
Douay và Sư đoàn 2 (8.600 quân) của mình có mặt tại Wissembourg cuối ngày 3 tháng 8. Ông bài trí 2 tiểu đoàn, 6 khẩu đại bác và một số khẩu mitrailleuse tại cặp thị trấn biên ải Wissembourg-Altenstadt và đặt 9 tiểu đoàn còn lại cùng 8 khối kỵ binh và 12 khẩu đại bác ở các ngọn đồi phía trên hai thị trấn. Mặc dù viên thị trưởng Wissembourg cảnh báo Douay rằng quân Bayern đã chiếm các trạm thuế quan Đức-Pháp phía đông sông Lauter và rất nhiều quân Đức hiện diện trước Wissembourg, Douay vẫn không hề có một ý niệm mơ hồ nhất về sự đe dọa của 50.000 quân tiên phong Phổ-Bayern từ hướng đông bắc. Không một toán kỵ binh Pháp nào được cử qua sông Lauter để thám sát trong suốt ngày hôm ấy. Phải đến đầu ngày 4 tháng 8, viên tướng Pháp mới xua một đại đội bộ binh vượt sông. Quân Pháp vừa mới đặt chân đến bờ trái sông Lauter thì một toán kỵ binh Phổ đã xông đến đánh đuổi họ. Song Bộ Chỉ huy Sư đoàn 2 Pháp nhận định đây chỉ là một "cuộc đụng độ nhỏ".
Cảm thấy an lòng, Douay ra lệnh dùng cà phê sáng và đánh điện báo cho MacMahon về kết quả của cuộc thám sát vừa qua. Nhận thấy còn thời gian để tập trung quân đoàn của mình trên biên giới, MacMahon lên kế hoạch dời tổng hành dinh đến Wissembourg trong ngày hôm sau. Khoảng 8:30, điều mà các tướng Quân đoàn I không ngờ đến đã xảy ra khi những quả đạn pháo đầu tiên của Phổ nổ trong thị trấn và Sư đoàn 4 Bayern dưới quyền tướng Friedrich von Bothmer lội qua sông Lauter.

## Diễn biến

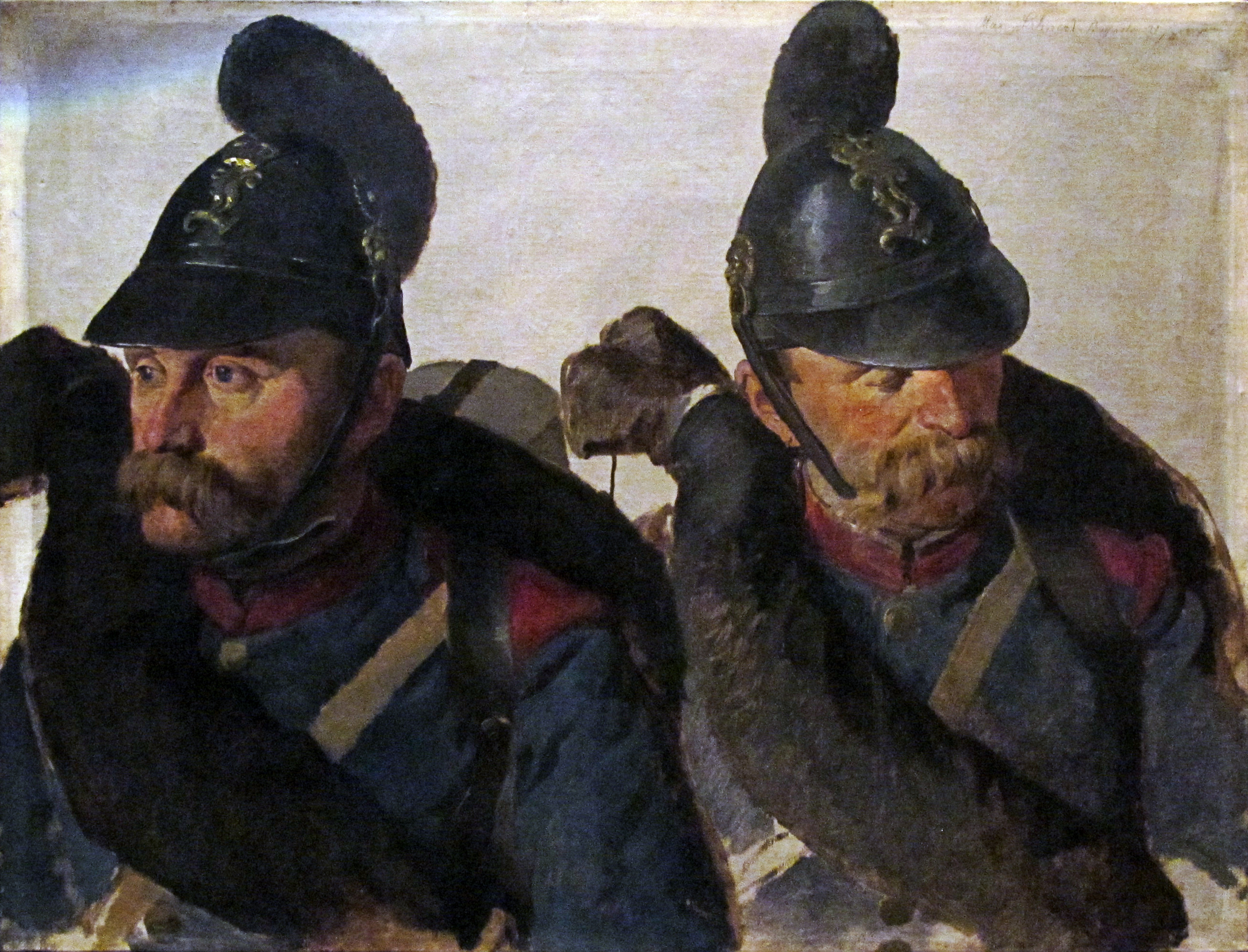
Lính bộ binh Bayern trong chiến dịch năm 1870.

Tuy nhiên, quân Pháp nhanh chóng tiến hành chống trả. Khi quân Bayern đang lội qua sông Lauter, toàn bộ pháo binh Pháp đã triển khai trận tuyến từ Geisberg ở bên phải sang Wissembourg ở bên trái và khai hỏa dữ dội. Phối hợp với hỏa lực pháo binh, hai tiểu đoàn của Trung đoàn 74 và lính tập Algérie cố thủ sau các chiến hào, tường thành và đường đắp cao xe lửa trong hai thị trấn Wissembourg-Altenstadt đã đốn ngã hàng loạt quân Bayern bằng loại súng trường nạp hậu hiện đại Chassepot của mình. Trận đánh cũng là lần đầu tiên mà người Đức được nghe âm thanh tak-tak-tak của thứ vũ khí tối tân mang tên mitrailleuse. Khác với hậu thân của mình là các tổ súng máy cuối thế kỷ 19, các khẩu đội mitrailleuse thường có khuynh hướng dồn trọng tâm vào một người và tuôn một mạch 30 phát đạn vào anh ta, nói cách khác là xéo nát hết người anh ta. Mặc dù không tạo được ảnh hưởng đáng kể đối với cục diện cuộc chiến, loại súng này có tác động ghê gớm đối với tinh thần quân Đức. Một sĩ quan Bayern đã viết sau trận đánh: "Một điều chắc chắn là ất ít người bị thương bởi khẩu mitrailleuse. Nó mà bắn trúng bạn là bạn chết". Hỏa lực dồn dập của bộ binh và pháo binh Pháp đã đập tan mọi cố gắng của quân Bayern nhằm hình thành các đội hình hàng dọc trên khu vực gập ghềnh và lầy lội đằng trước Wissembourg.
Tuy nhiên, tổn thất của quân Đức đã được hạn chế bởi lực lượng pháo binh ưu việt của họ. Các khẩu đội Phổ và Bayern được trang bị loại đại bác hãng Krupp cỡ nòng sáu bảng (3 kg) đạn nạp hậu có tầm bắn xa hơn, tốc độ bắn nhanh hơn, và cũng chính xác hơn loại pháo nạp tiền của Pháp rất nhiều. Một vài cỗ pháo của liên quân Phổ-Bayern đã được qua các ngọn cầu tạm bợ trên sông Lauter và dập nát các cánh cổng bằng gỗ ở cự ly gần. Số đại bác còn lại của Đức được triển khai trên bờ tái sông Lauter và bắn phá ác liệt vào Wissembourg, làm câm tịt các khẩu mitrailleuses và buộc lính bộ binh Pháp phải chạy khỏi các bức tường quanh thị trấn. Dù gì, cảnh tượng thây quân Bayern chất đầy ngoài thị trấn Wissembourg đã đánh đấu một sự khởi đầu không mấy tốt đẹp cho phía Đức trong cuộc chiến.

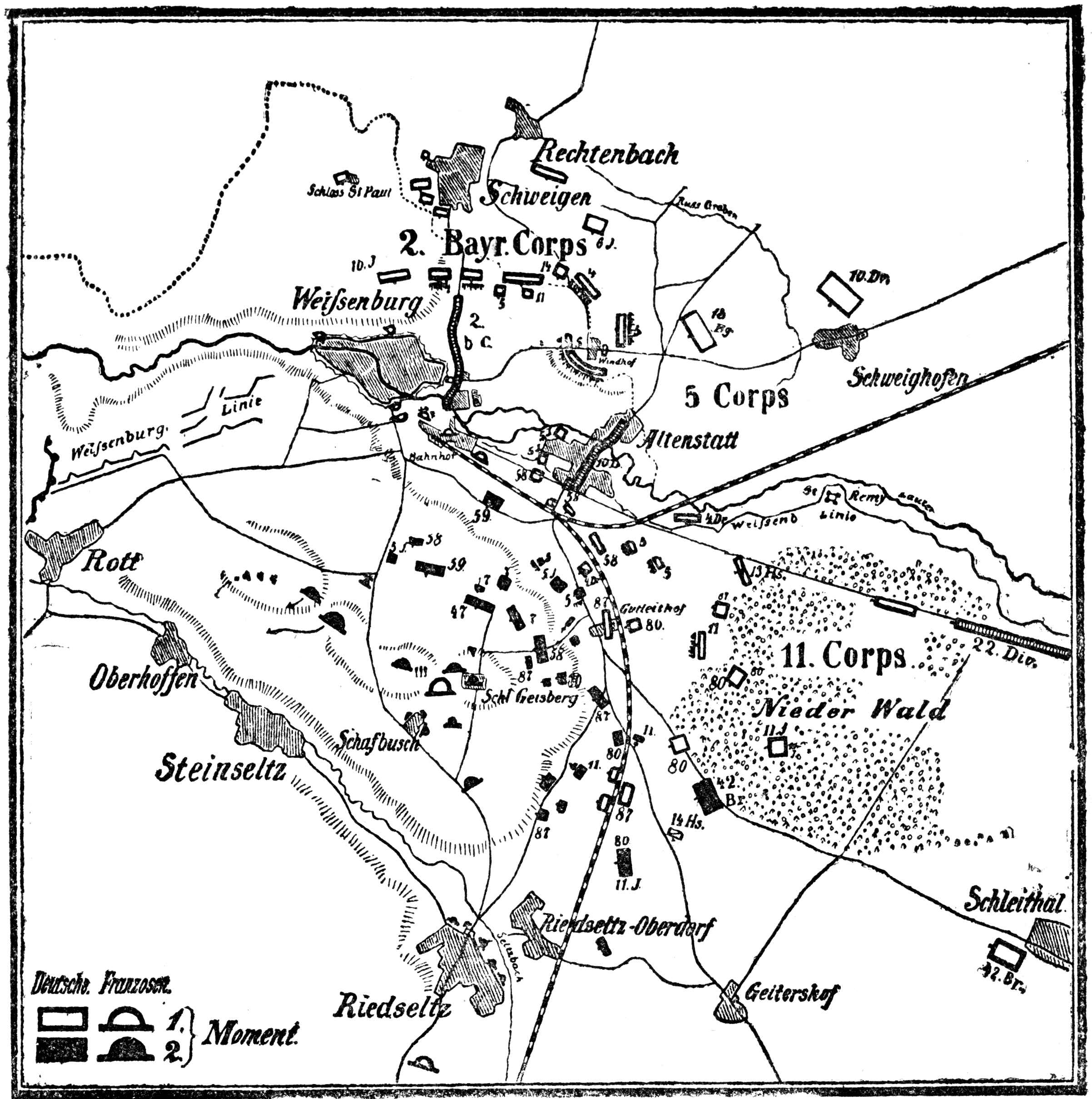
Bản đồ trận chiến Wissembourg.

Nhưng binh pháp của Phổ không lệ thuộc vào các cuộc tấn công trực diện. Trong khi sư đoàn Bothmer bị chặn trước Wissembourg và Altenstadt, Thái tử Friedrich Wilhelm cùng Tham mưu trưởng Blumenthal điều Sư đoàn 3 Bayern đánh vào sườn trái quân Pháp và huy động hai Quân đoàn V, XI của Phổ tấn công sườn phải và hậu quân Douay. Từ trên khu vực cao phía sau sông Lauter, Friedrich và Blumenthal đã theo dõi được trận tuyến của Douay và đúc kết rằng trong cả khu vực chỉ có một sư đoàn Pháp duy nhất, không hề được yểm trợ bên sườn bởi một địa hình tự nhiên nào, không có lực lượng trừ bị nào và cũng không có mối liên hệ nào với các sư đoàn khác của Quân đoàn I.
Douay đã không kịp sống để chứng kiến tình hình tuyệt vọng của mình. Lúc 11h, ông cưỡi ngựa ra quan sát cuộc chiến đấu tại Wissembourg và bị giết khi một xe đạn phát nổ. Vào thời điểm này, quân Phổ đã gần hoàn thành thế trận hợp vây của mình. Sư đoàn 9 - lực lượng đi đầu của Quân đoàn V Phổ dưới quyền Thượng tướng Bộ binh Hugo von Kirchbach - đã vượt sông Lauter tại St. Remy, đánh chiếm Altenstadt rồi đột chiếm đường đắp cao xe lửa tại Wissembourg, kẹp các đơn vị lính tập Bắc Phi giữa hai làn đạn. Thêm 6 tiểu đoàn Bayern nữa tràn qua sông Lauter phía trên Wissembourg để khép vòng vây. Hỏa lực càng lúc càng ác liệt của pháo binh Đức đã khoét nhiều lỗ hổng trong hàng phòng thủ quân Pháp trong thị trấn. Trước tình thế khốn cùng, quân Pháp tại Wissembourg vẫn ra sức bắn trả các đoàn quân Phổ và Bayern trên bờ sông.
Cuối cùng, chính thị dân Wissembourg chứ không phải là lính Pháp đã giương cờ trắng. Lo sợ thị trấn của mình bị tàn phá, thị dân Wissembourg từ trong nhà chui ra và yêu cầu Trung đoàn 74 mở cửa cho quân Đức vào thị trấn. Thiếu tá Liaud, Tiểu đoàn trưởng Tiểu đoàn 2 Trung đoàn 74, đã tỏ ra cay đắng khi hồi tưởng về sự can thiệp của dân chúng, những người đã nài nỉ binh lính của ông ta chấm dứt "sự kháng cự vô ích" và từ chối hỗ trợ cho họ tiếp tục chiến đấu. Khi Liaud cho quân lên các nóc nhà để bắn tỉa lính Đức, viên thị trưởng phàn nàn với ông rằng quân Pháp đang "gây hủy hoại vật chất" và cố duy trì một cuộc chiến đấu vô nghĩa. Trận chiến giành Wissembourg đột ngột chấm dứt khoảng 13h, khi một đám đông dân chúng chạy đến cổng Haguenau, hạ cầu kéo và vẫy quân Bayern vào thị trấn.
Trong khi các đơn vị bộ binh và pháo binh Pháp trên cao điểm Geisberg dưới sự đôn đốc của Jean Pélle - phó tướng và cũng là người kế nhiệm Douay - cố sức hỗ trợ cho quân phòng thủ Wissembourg tổ chức rút lui, đến lượt họ lại phải đối mặt với các cuộc tiến công dồn dập của các tiểu đoàn Phổ thuộc Quân đoàn V của Kirchbach và Quân đoàn VI của Thượng tướng Bộ binh Julius von Bose. Quân Phổ nhanh chóng đẩy được quân Pháp vào trong lâu đài Geisberg. Trong một tiếng đồng hồ kế tiếp, quân Phổ ồ ạt tiến công tầng trệt với tinh thần dũng cảm và hăng hái cao độ. Từ trong mọi căn phòng và trên nóc lâu đài, những trận mưa đạn của quân phòng thủ Pháp đã đốn quỵ từng lớp bộ binh Phổ. Trung đoàn 7, với thành phần chủ yếu là người Ba Lan, thiệt hại đến 23 sĩ quan và 329 lính. Tác giả E. J. Hoffschmidt đã mô tả như sau về sự hy sinh của đội ngũ sĩ quan và binh lính trung đoàn:
"Các khu vườn xung quanh lâu đài nhanh chóng sạch bóng quân địch; quân bộ binh khi tấn công chính lâu đài đã vấp phải hỏa lực ghê gớm. Thiếu tá von Kaisenberg dẫn đầu phần lớn tiểu đoàn hỏa mai xông thẳng về lâu đài. Sau khi người mang cờ ngã gục, ông thiếu tá tự mình giật lấy cờ. Nhưng 3 phát đạn đã đốn quỵ ông; ngọn cờ lại đổi chủ liên tục; những người lính dũng cảm vẫn kiên cường tiến bước theo sau các tư lệnh, những người lần lượt ngã xuống và nát thân..."

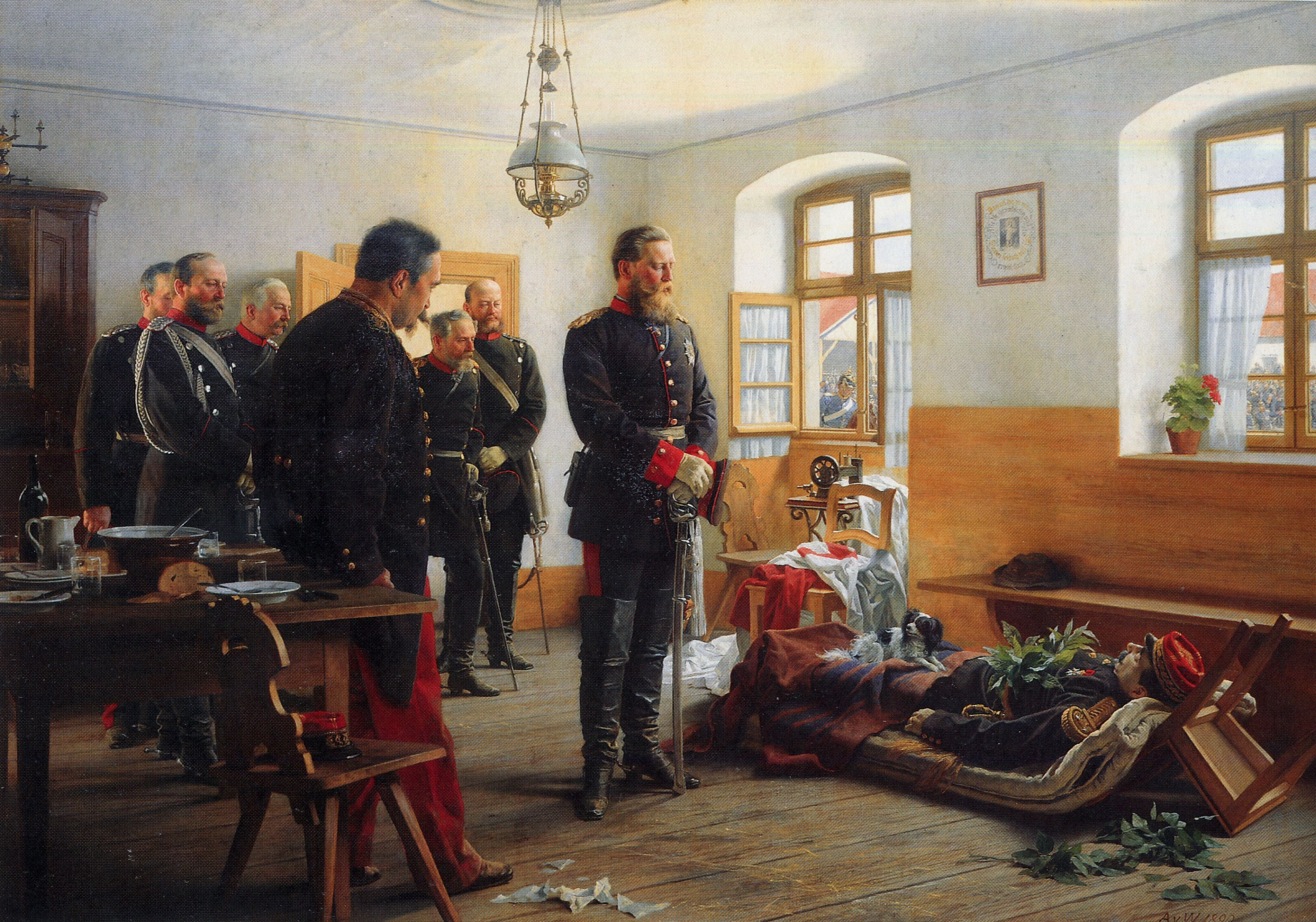
Friedrich III lặng ngắm thi hài tướng Pháp Abel Douay sau đại thắng Wissembourg, tranh của Anton von Werner (1888)

Trên các ngọn dốc phía dưới Geisberg, quân Phổ, cùng với quân Bayern từ Wissembourg, cũng xông lên tấn công. Một hạ sĩ Bayern đã lấy được một khẩu Chassepot từ xác một tử sĩ Pháp và trở nên kinh ngạc khi biết rằng tầm bắn hiệu quả của Chassepot đạt đến 1.500 m, vượt xa cả khẩu Dreyse của Phổ lẫn khẩu Podewils của Bayern. Trận đánh giành lâu đài Geisberg diễn ra bế tắc cho đến khi 3 khẩu đội pháo của Sư đoàn 9 lên được một cao điểm bị bỏ trống cách Geisberg chỉ 800 bước. Từ 3 hướng, đại bác quân Phổ tới tấp bắn phá lâu đài, gây sát thương ghê gớm cho quân phòng thủ Pháp. Do nóc thành bị sập đổ và các căn phòng bị vỡ nát, tàn quân Pháp phải trú trong các hầm rượu để nương thần. Được pháo binh dọn đường, bộ binh Phổ đã thực hiện một đợt tấn công cuối cùng nhằm dứt điểm sự chống cự của đối phương. Cuộc tấn công này kết thúc thắng lợi khi quân Phổ tràn vào trong lâu đài và buộc 200 quân phòng thủ còn sống sót phải đầu hàng. Thất thế, Pélle phải rút tàn binh Sư đoàn 2 chạy về phía tây nam theo hướng Strasbourg, bỏ lại hàng nghìn người bị bắt làm tù binh cùng một lượng lớn vũ khí và lương thực bị thu giữ.
Bên trong Wissembourg còn một số đại đội lính tập Algérie và 300 lính thuộc Trung đoàn 74 bị kẹt lại không có đường rút. Họ đã bị quân Phổ và quân Bayern thanh toàn trong những cuộc giao tranh ác liệt tên đường phố.

## Kết cuộc
Trận đánh lớn đầu tiên của cuộc chiến năm 1870 đã khép lại với chiến thắng toàn diện của liên quân Phổ-Bayern. Theo sử gia Louis Hosotte, số quân Pháp chết hoặc bị thương trong trận đánh lên đến 89 sĩ quan và 1.521 binh lính. Thêm vào đó, sử gia David A. Stone cho biết có đến 1.092 quân Pháp đã bị bắt làm tù binh. Ngoài ra, theo ghi nhận của Geoffrey Wawro, phía Pháp còn bỏ lại 4 khẩu mitrailleuse và 15 đại bác trong tay đối phương. Cái chết của Douay đã trở thành một cú sốc lớn cho hoàng đế và toàn bộ quân tướng Pháp. Về phía mình, quân Đức cũng phải chịu thương vong đến 91 sĩ quan và 1.460 binh lính theo như cuốn sử "Cuộc chiến Pháp-Đức năm 1870" do Thống chế Moltke biên soạn. Tư lệnh Quân đoàn V Phổ Kirchbach cũng bị thương trong chiến đấu.
Trận Wissembourg có thể được xem là mô hình thu nhỏ cho những trận đánh lớn thủ tiêu Đệ nhị Đế chế Pháp trong vài tuần tới: hỏa lực súng trường ưu việt của quân Pháp chặn đứng các cuộc tấn công hàng loạt của bộ binh Đức, song quân Đức dựa vào sức mạnh áp đảo của mình về pháo binh và quân số để khống chế hỏa lực bộ binh Pháp và bọc sườn đối phương.
Thảm họa Wissembourg và cảnh tượng các đoàn quân khổng lồ của Phổ tràn khắp những con đường qua biên giới đã cho MacMahon thấy được mối đe dọa sát sườn với các đơn vị của ông. Tuy nhiên, do tin mình còn có thể tổ chức phòng thủ hiệu quả trên một chiến tuyến vững mạnh với trọng điểm là làng Frœschwiller, viên thống chế vẫn hành động một cách bị động. Ông mượn sư đoàn Conseil Dusmenil từ Quân đoàn VII tại Belfort để tăng cường khả năng phòng ngự của mình. Vào ngày 5 tháng 8, MacMahon tập kết 5 sư đoàn của mình trong một cứ điểm phòng ngự vững chắc nằm trên một dãy đồi cao, dốc và phủ rừng chạy dài theo hướng bắc-nam và nhìn về phía đông qua thung lũng sông Sauer. Các vị trí phòng thủ của ông rắn chắc đến mức mà MacMahon khẳng định rằng Thái tử Phổ sẽ không dám phát động tấn công.
Do sự bất lực của kỵ binh Phổ, Friedrich và Blumenthal thoạt đầu bị mất dấu bộ phận chủ lực Quân đoàn I Pháp vào ngày 5 tháng 8. Trước tình hình này, hai ông quyết định lùng sục khu vực phía đông dãy Vosges trước khi rẽ vào vùng núi và tiến ra Lorraine. Trong khi kỵ binh được lệnh thám sát về hai hướng tây và nam, Thái tử và Blumenthal đã ban lệnh cho Binh đoàn 3 tiếp tục hành binh xuống phía nam theo hướng Haguenau và Strasbourg. Hai ông ban đầu đặt giả định rằng MacMahon đang chạy vào ẩn náu tại pháo đài Strasbourg. Nhưng đầu chiều ngày 5 tháng 8, một toán kỵ binh Đầu lâu (Totenkopf) khi đi tuần tiễu qua Wœrth đã phát hiện ra các cứ điểm quân Pháp trên sông Sauer. Đến đêm, Thái tử và tham mưu trưởng của mình đã xác định rõ: MacMahon hồ như chưa hề rời Frœschwiller, nơi ông ta đóng giữ trong thời gian diễn ra trận Wissembourg. Liền đó, hai ông hoạch định cho quân nghỉ ngơi vào ngày 6 tháng 8 trước khi tiến hành bao vây tiêu diệt quân Pháp trong ngày hôm sau.
Tuy nhiên, trong ngày 6, tinh thần tấn công của các thuộc cấp của Thái tử đã dẫn đến sự bùng nổ của trận Wœrth đẫm máu giữa quân chủ lực Binh đoàn 3 với 5 sư đoàn của MacMahon. Kết thúc trận đánh, MacMahon phải rút tàn binh bại tướng tháo chạy qua dãy Vosges. Đây là một thắng lợi vang đội góp phần khẳng định quyền kiểm soát Alsace của người Đức và mở ra con đường đến Paris cho họ.